# LDS 93
Cet article court présente un sujet plus développé dans : HD 20781 et HD 20782.
LDS 93, aussi noté LDS 93 (AB) (voire AB sans les parenthèses), est un système binaire de systèmes planétaires. Les deux membres de ce système, HD 20782 (= LDS 93 A) et HD 20781 (= LDS 93 B) ont une grande séparation tant apparente que physique : ils sont séparés de 252 secondes d'arc sur le ciel, correspondant à 9080 unités astronomiques. La liste détaillée des membres de LDS 93 est la suivante :
La structure hiérarchique de LDS 93 est analogue à celle du système XO-2, à la différence que dans XO-2 c'est l'étoile primaire (S = A) qui a deux planètes et la secondaire (N = B) qui en a une, à l'inverse d'ici.

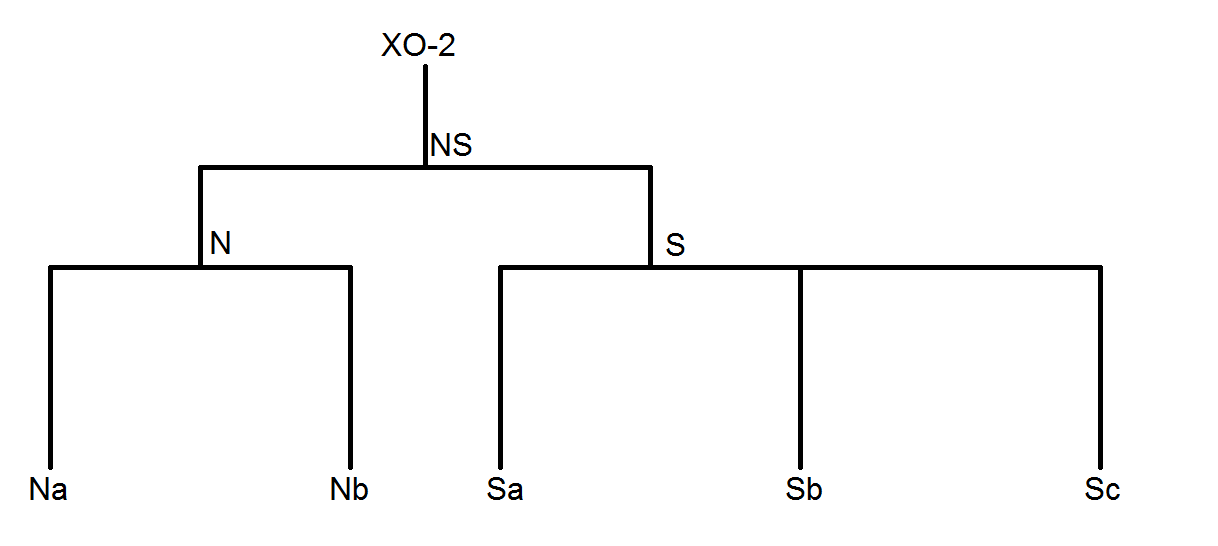
Structure hiérarchique de XO-2, analogue à celle de LDS 93.